# Síndrome de De Sanctis-Cacchione
El Síndrome de De Sanctis-Cacchione, también conocido por su nombre obsoleto idiotez xerodérmica (o idiocia xerodérmica), es una condición genética autosómica recesiva infrecuente la cual forma parte de uno de los tipos más infrecuentes y severos de xeroderma pigmentosum.

## Signos y síntomas
Esta condición se caracteriza principalmente por una combinación de los siguientes síntomas: xeroderma pigmentosum, discapacidad intelectual, deterioración neuronal progresiva, enanismo, e hipogonadismo.
Otros síntomas incluyen la arreflexia o hiporreflexia, ataxia, atrofia cerebelar, coreoatetosis, conjuntivitis recurrente, piel fotosensible, defectos en la reparación de ADN dañado por radiación ultravioleta, atrofia de la piel, keratitis, melanoma, deterioro mental/cognitivo progresivo, microcefalia, atrofia olivopontocerebelar, fotofobia, poiquilodermia, sordera (o problemas con la audición), espasticidad, y telangiectasia.

## Genética

Se cree que la causa genética varía entre pacientes, pero sí se sabe que las mutaciones se heredan siguiendo un patrón autosómico recesivo; en 2000, Colella et al. encontró una mutación homocigota en el gen ERCC6 en dos hermanos latinoamericanos del sexo opuesto los cuales fueron el producto de un matrimonio consanguíneo y cuya familia había habitado en el mismo pueblo remoto en México por varios años.
Otros genes asociados con esta condición incluyen el ERCC2, XPA, y XPC.

## Prevalencia
La prevalencia exacta de este síndrome se desconoce, aunque pocos casos han sido descritos en la literatura médica; en 1987, Kraemer et al. reviso 830 casos de xeroderma pigmentosum, de los cuales el 18% resultaron presentar anormalidades neurológicas similares a las de este síndrome.

## Historia
Esta condición fue descubierta en 1932 por los dr. De Sanctis y Cacchione, los cuales describieron una enfermedad a la que ellos llamaron "idiotez xerodermica", la cual consistía en "xeroderma pigmentoso, deficiencia mental, deterioro neurológico progresivo, enanismo e hipoplasia gonadal."